# Amaide
Amaide è un termine utilizzato in araldica per indicare delle fasce scorciate che non toccano i lati dello scudo; sono solitamente in numero di tre e sono poste l'una sull'altra. Per il gruppo di tre amaidi alcuni araldisti usano il termine sedile di botte, mentre in Francia si può trovare il termine collettivo amaide.
Il nome deriva da quello della cittadina belga di Lahamaide (o La Hamaide) i cui signori avevano un blasone caratterizzato appunto da questo motivo.

D'oro a tre amaidi di rosso (stemma di Lahamaide, Belgio)
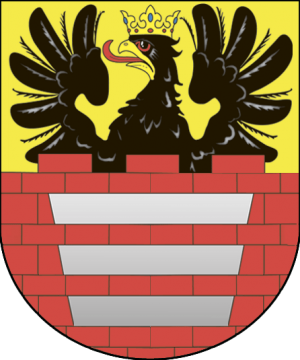
Tre amaidi (Mir, Bielorussia)
D'oro, a tre amaidi di nero (Rodome, Francia)
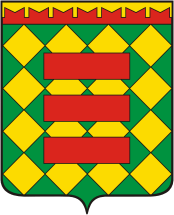
Tre amaidi di rosso (Nekrasovskij, Russia)
Di rosso, a tre amaidi d'argento; al canton franco sinistro d'oro, caricato di una croce ancorata del campo (Fresnes-lès-Montauban, Francia)